# 奈良県災害拠点病院
奈良県災害拠点病院（ならけんさいがいきょてんびょういん）とは、奈良県にある災害時の救急医療の拠点となる病院である。奈良県では現在7の病院が災害拠点病院として指定されている。基幹災害医療センターは奈良県立医科大学附属病院である。

## 概要
県内や近県で災害が発生し、通常の医療体制では被災者に対する適切な医療を確保することが困難な状況となった場合に、奈良県知事の要請により傷病者の受け入れや医療救護班の派遣等を行う。2009年11月20日付で市立奈良病院が新たに地域災害医療センターの指定を受けた。また奈良県立五條病院の2016年3月末での閉院に伴い、南和広域医療企業団南奈良総合医療センターが新たに指定された。

## 拠点病院の条件
- 建物が耐震耐火構造であること。
- 資器材等の備蓄があること。
- 応急収容するために転用できる場所があること。
- 応急用資器材、自家発電機、応急テント等により自己完結できること。（外部からの補給が滞っても簡単には病院機能を喪失しないこと）
- 近接地にヘリポートが確保できること。

## 病院一覧
| 病院名                                   | 住所                        | DMAT | 救命    | 2次医療圏 |
| 奈良県総合医療センター                   | 奈良市平松1丁目30番1号      | ○    | ○       | 奈良      |
| 市立奈良病院                             | 奈良市東紀寺町一丁目50番1号 | ○    | ×       | 奈良      |
| 済生会中和病院                           | 桜井市大字阿部323           | ○    | ×       | 東和      |
| 近畿大学奈良病院                         | 生駒市乙田町1248-1          | ○    | ○       | 西和      |
| 奈良県立医科大学附属病院（基幹）         | 橿原市四条町840番地         | ○    | 高度/DH | 中和      |
| 大和高田市立病院                         | 大和高田市礒野北町1番1号    | ○    | ×       | 中和      |
| 南和広域医療企業団南奈良総合医療センター | 吉野郡大淀町大字福神8番1    | ○    | ×       | 南和      |